# ディーグ

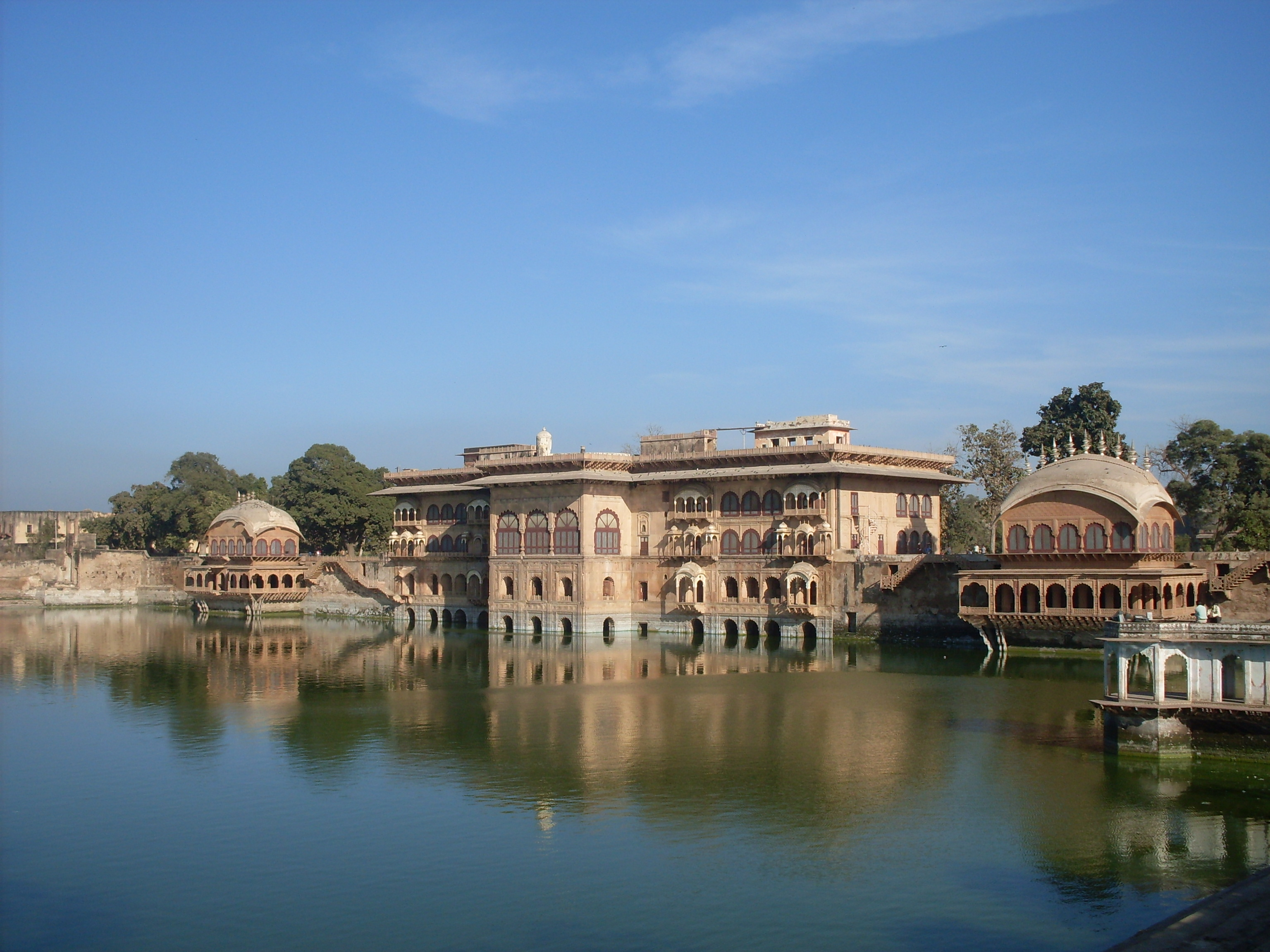
ディーグ宮殿

ディーグ（ヒンディー語：डीग、Deeg）は、インドのラージャスターン州、バラトプル県の都市。

## 歴史

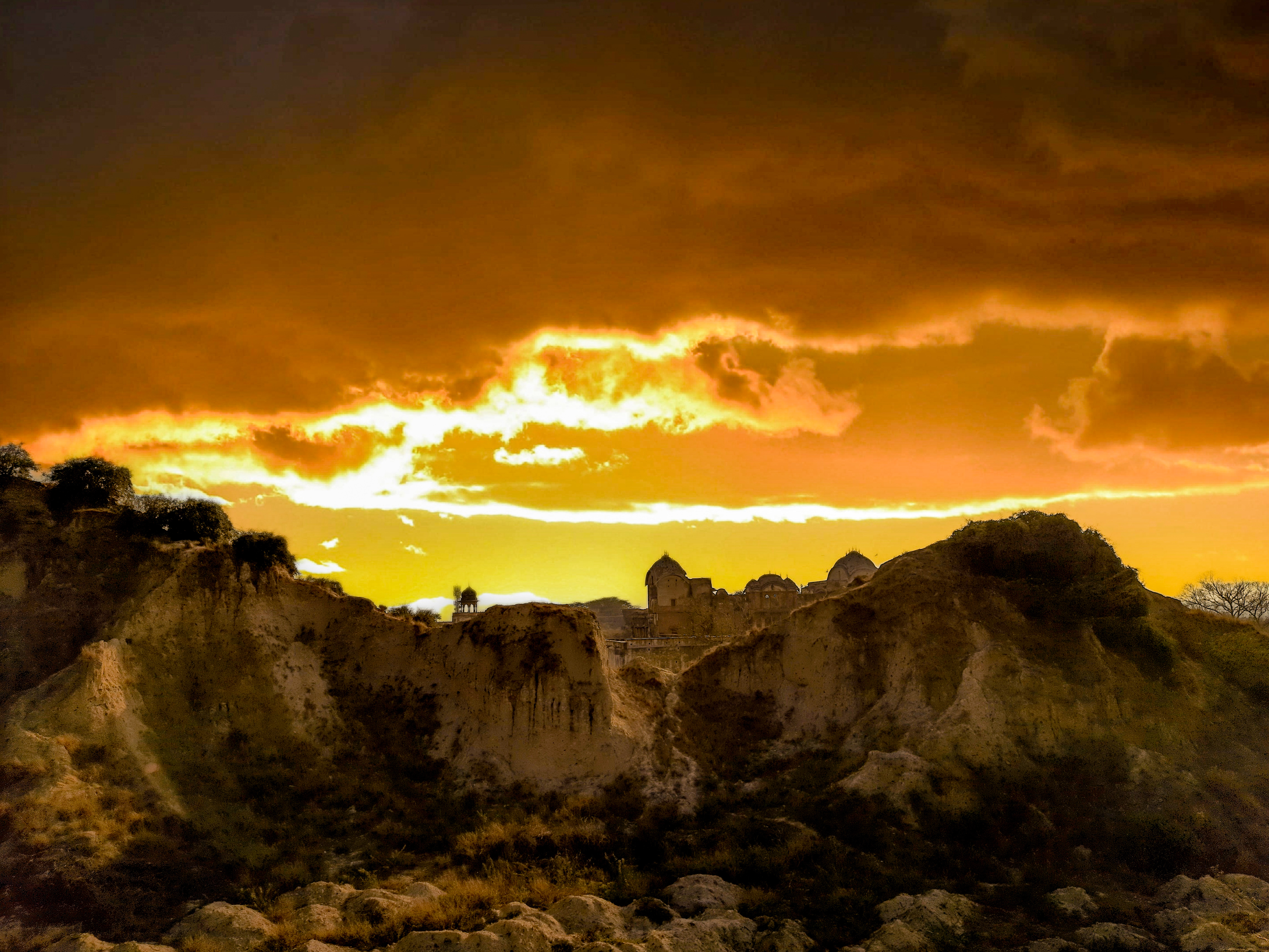
ディーグ城

1722年、バラトプル王国の君主バダン・シングの治世、1733年にその甥スーラジュ・マルの拠点となった。
その後、スーラジュ・マルが王となると、首都がバラトプルからこの地へ遷都された。だが、ディーグはバラトプル王国の第二の首都として重用された。
1804年、第二次マラーター戦争中にイギリス軍により包囲され、占領された（ディーグ包囲戦）。

## 地理
ディーグは北緯27度28分 東経77度20分 / 北緯27.47度 東経77.33度に位置している。